# Gennaro Costagliola
Gennaro Costagliola (Napoli, 12 gennaio 1850 – Chieti, 15 febbraio 1919) è stato un arcivescovo cattolico italiano.

## Biografia
Nato a Napoli, fu ordinato prete l'8 giugno 1873 e il 26 ottobre 1875 entrò nella Congregazione della missione.
Fu superiore della comunità lazzarista di Casale Monferrato, visitatore provinciale e direttore delle Figlie della carità; fu anche esaminatore sinodale della diocesi di Casale Monferrato e convisitatore dell'arcidiocesi di Napoli.
Fu eletto arcivescovo di Chieti e amministratore di Vasto da papa Leone XIII il 15 aprile 1901; il 18 aprile successivo gli fu consegnato il pallio dei metropoliti e il 21 aprile fu consacrato dal cardinale Lucido Maria Parocchi. Prese possesso della sua sede il 7 luglio 1901.
Durante il suo episcopato fu istituito il seminario teologico interdiocesano di Chieti, affidato ai lazzaristi, destinato alla formazione dei seminaristi delle diocesi di Teramo, Lanciano e Ortona, Penne e Atri.
Morì a Chieti nel 1919.

## Genealogia episcopale
La genealogia episcopale è:
- Cardinale Scipione Rebiba
- Cardinale Giulio Antonio Santori
- Cardinale Girolamo Bernerio, O.P.
- Arcivescovo Galeazzo Sanvitale
- Cardinale Ludovico Ludovisi
- Cardinale Luigi Caetani
- Cardinale Ulderico Carpegna
- Cardinale Paluzzo Paluzzi Altieri degli Albertoni
- Papa Benedetto XIII
- Papa Benedetto XIV
- Papa Clemente XIII
- Cardinale Marcantonio Colonna
- Cardinale Giacinto Sigismondo Gerdil, B.
- Cardinale Giulio Maria della Somaglia
- Cardinale Carlo Odescalchi, S.I.
- Cardinale Costantino Patrizi Naro
- Cardinale Lucido Maria Parocchi
- Arcivescovo Gennaro Costagliola, C.M.